# 아프가니스탄의 지리

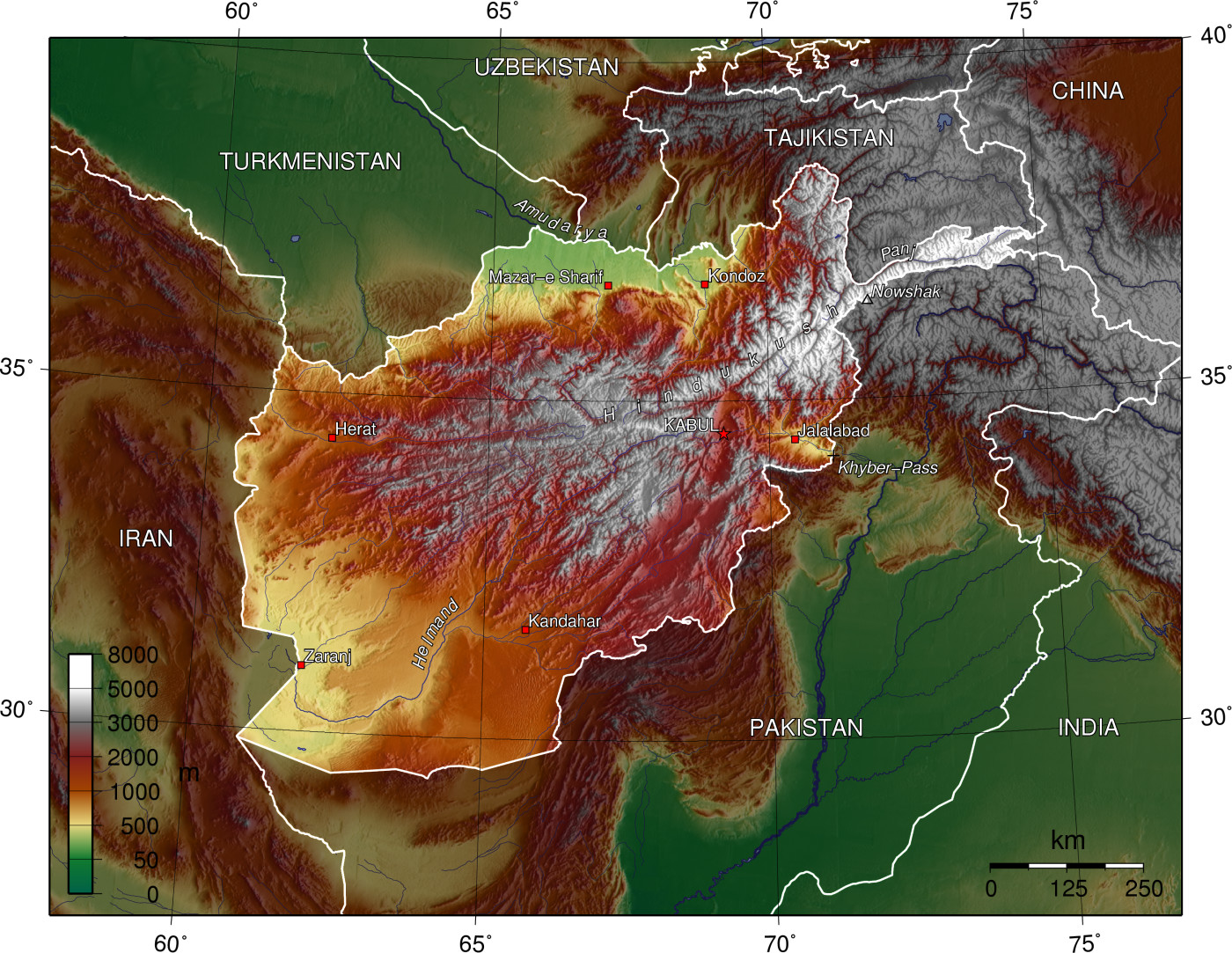

아프가니스탄은 남아시아와 중앙아시아 내에 위치한, 산맥이 많은 내륙국이다.
파미르 고원에서부터 남서로 뻗은 힌두쿠시 산맥이 국토의 중앙부를 차지하고 여러 개의 지맥을 파생시키고 있다.전산계(全山系)는 5,000m의 고봉으로 이루어지는데 그 고도는동부의 6,000m에서 서부로 가면서 차츰 낮아져, 가장 낮은 곳은 1,500m 이하로 이란 고원으로 이어진다. 힌두쿠시 산맥의 북쪽 사면(斜面)은 완만하나 남쪽 사면은 험준하여 파로파미수스 산맥 등의 지맥이 파생되어 있고 헬만드 강이 깊은 협곡을 형성한 다음 헬만드 사막의 헬만드 호로 흘러든다.

## 기후
여름에는 혹서, 겨울에는 혹한이 찾아오는 고지대 조건 아래서 기온의 교차가 큰 대륙성 기후이다. 강우량은 평균 180㎜로 건조해 있으나 북동부의 산악지대에 비가 가장 많이 오고, 남서쪽으로 표고가 낮아지면서 우량도 줄어 사막지대가 나타난다. 이 지방은 우기인 12~4월의 강우량이 약 60㎜이다.북쪽의 산악지대에서는 심한 눈보라도 드물지 않으나 봄·가을의 고원계곡의 기후는 쾌적하다. 북쪽 산기슭에는 농경, 평원에서는 유목이 특색이며, 서부와 남부에는 사막이 많다. 카불강 유역의 중앙에서 동부에 있는 지역이 주요 농경지로 되어 있다. 아무다리야강 유역에는 범·표범 등의 맹수가 살며 힌두쿠시산맥에는 곰·이리·영양이 서식한다. 삼림은 힌두쿠시의 동부에 많으며 소나무·삼목·떡갈나무가 무성하다.

## 같이 보기
- 아프가니스탄의 주